# 大宇自動車販売
ザイル大宇自動車販売（ザイルじどうしゃはんばい, Zyle Daewoo Motor Sales）は韓国最大の自動車販売会社。1991年設立で、ソウルに本社を置く。旧大宇自動車系の4ブランド（韓国GM、タタ大宇、大宇バス、サンヨン自動車）、およびゼネラルモーターズ（GM）の高級車ブランド「キャデラック」を取り扱い、また子会社を通じ、ドイツ車フォルクスワーゲン（VW）とアウディの販売網を持ち、自動車オークション事業等も運営している。
2008年秋には日本の三菱自動車の車種の販売も始まった。